# Cubanea
Cubanea es un paraje rural y comisión de fomento del departamento Adolfo Alsina, en la provincia de Río Negro, Argentina. Se encuentra a 55 km de la ciudad de Viedma.

## Toponimia
El nombre Cubanea surgió por el de uno de los primeros pobladores de esta localidad.

## Población
Durante los últimos tres censos nacionales, se consideró a la población como rural y dispersa.

## Historia
A mediados del siglo XIX, un grupo de colonos conformado por diez familias italianas, siendo unos 80 habitantes en total, se trasladaron espontáneamente por noticias trasmitidas por los primeros emigrantes, asentándose a orillas del río Negro y fundando la colonia agrícola de Cubanea en 1862.
En septiembre de 1883 se fundó el primer colegio de la comunidad, financiado con medios económicos de los propios vecinos, y a principios del año 1884, el padre salesiano Domingo Milanesio dictó por primera vez misa en la capilla recién fundada en esta localidad agrícola que ya contaba con dieciocho familias, o sea, unos doscientos habitantes de origen italiano pero que todavía a ninguno se le había entregado las escrituras de sus tierras, luego de veintidós años desde la creación de la colonia.